# Чараева, Алина Алексеевна
Али́на Алексе́евна Чара́ева (род. 27 мая 2002, Самара) — российская профессиональная теннисистка; мастер спорта России (2018). Победительница четырнадцати турниров ITF (8 — в одиночном разряде).
Финалистка одного юниорского турнира Большого шлема в одиночном разряде (Открытый чемпионат Франции-2020); победительница одного юниорского турнира Большого шлема в парном разряде (Открытый чемпионат Франции-2019).

## Спортивная карьера
Начала заниматься теннисом в пять лет. Воспитанница СШОР № 1 Самарской области.
В 2018 году получила звание «Мастер спорта России».

### Юниорские турниры
В 2012-2020-м годах Алина принимала участие в различных международных юниорских теннисных турнирах. В декабре 2014 года россиянка дошла до полуфинала одиночного турнира среди 12-летних на Orange Bowl. В дальнейшем Чараева много играла на второстепенных турнирах, призывалась в национальную сборную в командных турнирах. Окончание этого периода выступлений пришлось на 2019-й год: Алина стала финалисткой юниорского Открытого чемпионата Франции в парном разряде вместе с соотечественницей Анастасией Тихоновой, где они в финале проиграли американкам Эмме Наварро и Хлое Бек со счётом 1-6, 2-6.
В октябре 2020 года стала финалисткой юниорского Открытого чемпионата Франции в одиночном разряде, где она в полуфинале победила соотечественницу Полину Кудерметову, но в финале проиграла француженке Эльзе Жакмо со счётом 6-4, 4-6, 2-6.

### 2018—2023
В 2018—2024 годах стала победительницей семи турниров ITF в одиночном разряде.
И в 2019—2024 годах стала победительницей ещё шести турниров ITF в парном разряде.
В октябре 2019 года получив wild card она дебютировала в WTA-туре в основной сетке Кубка Кремля, сыграв в паре с Софьей Лансере в первом круге соревнований.
В июле 2021 года вместе с Марией Тимофеевой победила в парном разряде турнира серии ITF W60 в Нур-Султане (Казахстан).
В начале декабря 2023 года получив wild card выступила на турнире WTA 125 Открытый чемпионат Андорры в Андорра-ла-Велья (Андорра), где она в первом круге победила третью сеянную француженку Осеан Доден в трёх сетах со счётом 3-6, 6-2, 6-2, но во втором круге она проиграла англичанке Хизер Уотсон со счётом 2-6, 1-6.

### 2024
В марте 2024 года победила на турнире ITF W50 в Претории (ЮАР) в паре с соотечественницей Екатериной Рейнгольд.
В конце октября 2024 года стала победительницей в парном разряде 100-тысячного турнира ITF W100 Els Gorchs в Лес-Франкесес-дель-Вальес (Испания) вместе с соотечественницей Екатериной Рейнгольд. И финалисткой этого же турнира в одиночном разряде, — в финале проиграв соотечественнице Анастасии Захаровой со счётом 3-6, 1-6.

## Итоговое место в рейтинге WTA по годам
| Год  | Одиночный рейтинг | Парный рейтинг |
| 2024 | 234               | 282            |
| 2023 | 492               | 860            |
| 2022 | 992               | —              |
| 2021 | 319               | 236            |
| 2020 | 534               | 488            |
| 2019 | 887               | 687            |

## Выступление на турнирах

### Финалы турнировWTA 125иITFв одиночном разряде (11)

#### Победы (8)
| Призовые    | Титулы по годам | Титулы по годам |     |
| ----------- | --------------- | --------------- | --- |
| Призовые    | до 2024         | с 2024          |     |
| 125.000 USD | 0+0             | 0+0             | 0+0 |
| 100.000 USD | 0+0             | 0+1             |     |
| 80.000 USD  | 0+0             | -               |     |
| 75.000 USD  | -               | 1+0             |     |
| 60.000 USD  | 0+1             | -               |     |
| 50.000 USD  | -               | 1+1             |     |
| 40.000 USD  | 0+0             | -               |     |
| 35.000 USD  | -               | 0+0             |     |
| 25.000 USD  | 3+2             | 0+0             |     |
| 15.000 USD  | 3+1             | -               |     |

| Титулы по покрытиям | Титулы по месту проведения матчей турнира |
| ------------------- | ----------------------------------------- |
| Хард (4+3)          | Зал (0+1)                                 |
| Грунт (4+3)         | Зал (0+1)                                 |
| Трава (0)           | Открытый воздух (8+5)                     |
| Ковёр (0)           | Открытый воздух (8+5)                     |

| №  | Дата             | Турнир                         | Покрытие | Соперница в финале   | Счёт        |
| 1. | 11 ноября 2018   | Винарос, Испания               | Грунт    | Хулия Пайола         | 6-1 6-2     |
| 2. | 26 сентября 2021 | Йоханнесбург, ЮАР              | Хард     | Ришел Хогенкамп      | 2-0 — отказ |
| 3. | 6 ноября 2022    | Кастельон-де-ла-Плана, Испания | Грунт    | Наталья Седлиская    | 7-6(4) 6-3  |
| 4. | 20 ноября 2022   | Нулес, Испания                 | Грунт    | Ноэлия Боусо Санотти | 6-4 6-3     |
| 5. | 5 ноября 2023    | Монастир, Тунис                | Хард     | Мария Бондаренко     | 7-5 6-3     |
| 6. | 17 декабря 2023  | Монастир, Тунис                | Хард     | Гуйомар Маристани    | 6-2 6-4     |
| 7. | 18 августа 2024  | Оренсе, Испания                | Хард     | Харука Кадзи         | 7-6(7) 6-1  |
| 8. | 25 мая 2025      | Куршумлия-Баня, Сербия         | Грунт    | Теодора Костович     | 6-4 7-6(5)  |

#### Поражения (3)
| №  | Дата            | Турнир                             | Покрытие | Соперница в финале | Счёт        |
| 1. | 6 сентября 2020 | Марбелья, Испания                  | Грунт    | Чжэн Циньвэнь      | 6-4 4-6 4-6 |
| 2. | 8 октября 2023  | Баса, Испания                      | Хард     | Леа Бошкович       | 3-6 2-6     |
| 3. | 27 октября 2024 | Лес-Франкесес-дель-Вальес, Испания | Хард     | Анастасия Захарова | 3-6 1-6     |

### Финалы турнировWTA 125иITFв парном разряде (9)

#### Победы (6)
| №  | Дата             | Турнир                             | Покрытие | Партнёрша           | Соперницы в финале                    | Счёт              |
| 1. | 22 сентября 2019 | Пула, Италия                       | Грунт    | Андреа Гамис        | Эва Веддер Стефани Висхер             | 7-6(1) 6-3        |
| 2. | 6 сентября 2020  | Марбелья, Испания                  | Грунт    | Оксана Селехметьева | Мириам Бьянка Булгару Виктория Мунтян | 6-3 6-2           |
| 3. | 1 сентября 2020  | Кастель-Пладжа-де-Аро, Испания     | Грунт    | Оксана Селехметьева | Алба Карильо Марин Хулия Пайола       | 5-7 6-1 [10-5]    |
| 4. | 18 июля 2021     | Нур-Султан, Казахстан              | Хард     | Мария Тимофеева     | Евгения Левашова Лаура Пигосси        | 7-6(5) 2-6 [10-6] |
| 5. | 3 марта 2024     | Претория, ЮАР                      | Хард     | Екатерина Рейнгольд | Изабелла Крюгер Зои Крюгер            | 6-0 5-7 [10-3]    |
| 6. | 27 октября 2024  | Лес-Франкесес-дель-Вальес, Испания | Хард     | Екатерина Рейнгольд | Мина Ходжич Каролина Вернер           | 6-2 7-6(2)        |

#### Поражения (3)
| №  | Дата           | Турнир                   | Покрытие | Партнёрша        | Соперницы в финале             | Счёт              |
| 1. | 28 июля 2024   | Хорб-ам-Неккар, Германия | Грунт    | Юки Найто        | Анета Кучмова Ника Радишич     | 4-6 7-6(3) [2-10] |
| 2. | 6 октября 2024 | Баса, Испания            | Хард     | Нахия Берекоэчеа | Таисия Мордергер Яна Мордергер | 3-6 6-7(1)        |
| 3. | 30 марта 2025  | Тарраса, Испания         | Грунт    | Ясмин Мансури    | Анета Кучмова Каролина Вернер  | 6-3 1-6 [6-10]    |